# Scherif

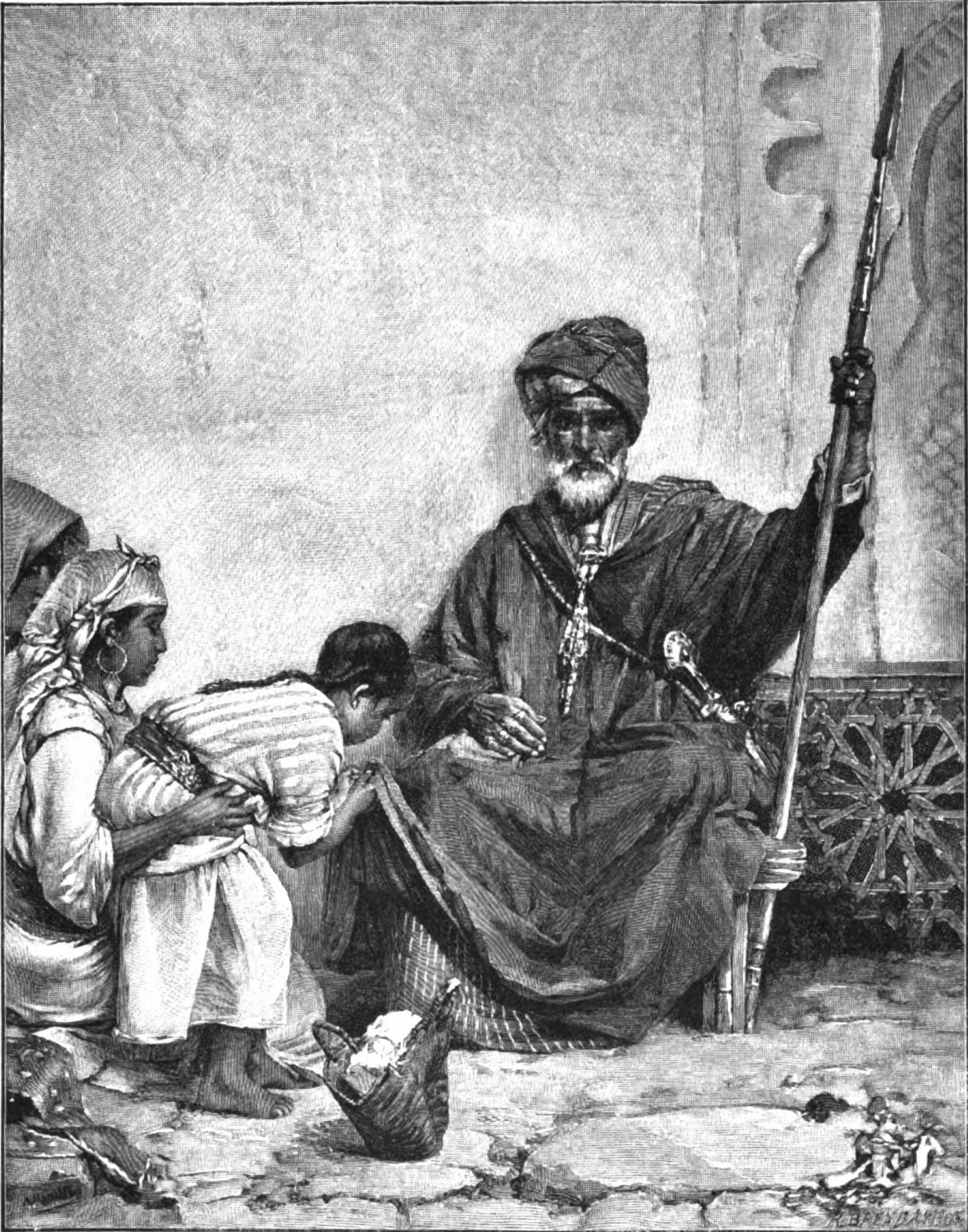
Ein marokkanischer Scherif in einer Zeichnung von André Hennebicq (um 1898)

Scherif oder Scharif, eingedeutscht aus arabisch شريف Scharīf, DMG šarīf ‚edel, vornehm‘ (Plural Aschrāf / أشراف / ašrāf oder Schurafā' / شرفاء / šurafāʾ, marokkanisch-arabisch chorfa), ist der religiöse Titel der Nachkommen des Propheten Mohammed, die von einem seiner beiden Enkel Hasan bzw. Husain abstammen. Im alten Arabien und im frühen Islam bezeichnete der Begriff allgemein hochstehende Persönlichkeiten der arabischen Stammesgesellschaft. Im Laufe der Zeit wurde seine Bedeutung jedoch immer weiter eingeschränkt, so dass er nur noch für Aliden verwendet wurde. In einigen Gebieten, so im Hedschas, hat man ihn sogar nur den Hasaniden vorbehalten, während die Husainiden als Saiyids bezeichnet werden.
Scherifen und Saiyids bilden eine Art Erbadel im Islam. Eheeinschränkungen gelten allerdings nur für scherifische Frauen. Sie dürfen immer nur scherifische Männer heiraten, während scherifische Männer umgekehrt auch nicht-scherifische Frauen heiraten dürfen. Im Hedschas und in Marokko haben sich verschiedene scherifische Dynastien herausgebildet.

## Geschichte
Im vorislamischen Arabien und im frühen Islam waren die Aschrāf Angehörige besonders edler arabischer Stämme bzw. die Oberhäupter prominenter Familien, die über die Zeit einen anerkannten Status innerhalb ihrer Stämme bzw. in einer bestimmten Stadt erlangt hatten. Die Aschrāf betrachteten sich selbst als Aristokraten (ahl al-faḍl) im Gegensatz zu den ungebildeten Massen. Der Begriff Scharīf bezeichnete eine Person mit vornehmem Stammbaum, von noblem Charakter und hohem gesellschaftlichem Rang. Als solcher stand der Scharīf dem „Schwachen“ (ḍaʿīf) gegenüber. In diesem Sinne erscheint der Begriff im Titel des genealogischen Werks Ansāb al-ašrāf von al-Balādhurī (gest. 892).
Die Fähigkeit, eine Verwandtschaft zum Propheten nachzuweisen, galt schon früh als Beleg für die Zugehörigkeit zu den Aschrāf. So pries beispielsweise der schiitische Dichter Kumait die Haschimiten als Scherifen und Saiyids. Schon im 9. Jahrhundert wurden diese Aschrāf im Abbasidenreich einem Obmann (naqīb) unterstellt.
Nach as-Suyūtī (gest. 1505) bezeichnete der Begriff šarīf in früherer Zeit jeden Abkömmling von den Ahl al-bait, ganz gleich ob er zu den Tālibiden (Nachkommen von Abū Tālib ibn ʿAbd al-Muttalib) oder den Abbasiden gehörte. Die Fatimiden, so erklärt as-Suyūtī, beschränkten ihn dann auf die Nachkommen von al-Hasan und al-Husain. Diese Bedeutung blieb dann auch in mamlukischer und osmanischer Zeit bestehen. Der Obmann der Scherifen, auf Arabisch Naqīb al-aschrāf genannt, führte ein Register über Geburten und Abgänge bei den scherifischen Familien, überprüfte, wenn Personen eine alidische Abkunft für sich behaupteten, die Richtigkeit dieser Behauptungen, und wachte über das Verhalten der Scherif, um sie bei etwaigen Exzessen oder Pflichtverletzungen zur Rechenschaft zu ziehen.
Ab dem 14. Jahrhundert wurde die scherifische Abstammung im Iran und in Ägypten durch einen grünen Turban oder ein grünes Abzeichen am Turban deutlich gemacht.

## Die Aschraf von Mekka
Die Aschraf von Mekka waren ein weitverzweigtes Netz scherifischer Familien, die von ca. 968 bis 1925 die Herrscher von Mekka stellten. In europäischen Beschreibungen hat man die herrschenden Scherifen ab der Mitte des 19. Jahrhunderts zur Unterscheidung von den anderen Scherifen auch Großscherifen genannt.  Aus der Nachkommenschaft des vorletzten Scherifen  Hussain I. ibn Ali, der sich 1916 zum König des Hedschas ausrief, geht die heutige Dynastie der Haschimiten von Jordanien hervor.

## Die Aschraf von Marokko
Die erste bedeutende scherifische Dynastie auf dem Gebiet Marokkos waren die Idrisiden. Während der Merinidenzeit (1285–1465) wurden scharīfische Familien besonders stark an den Hof gebunden. Die Scherifen der verschiedenen Städte wurden jeweils von einem Mizwār („Oberhaupt“) angeführt. Wenn der Mizwār von Fès den Rat des Sultans Abū ʿInān Fāris aufsuchte, pflegte sich dieser zusammen mit allen Anwesenden aus Respekt vor ihm und seinem Vorfahren Mohammed zu erheben. Der Mizwār von Sabta musste dem Herrscher jedes Jahr zum Prophetengeburtstag die Aufwartung machen.
Mit den Saadiern erreichte zum ersten Mal wieder eine scharīfische Familie die direkte Herrschaft in Marokko. Auch die Alawiden, die bis heute in Marokko herrschen, sind eine scharīfische Herrscherfamilie.

## Die Aschraf im Kalifat von Omdurman
Im Sudan, der ab 1821 unter die Herrschaft der osmanischen Khediven von Ägypten gekommen war, begann 1881 der Mahdi-Aufstand. Nach dem Tod Muhammad Ahmads, des Mahdi, folgte eine Phase, in der drei Interessensgruppen um die Macht kämpften. Eine davon waren die Awlād al-balad. Diese Gruppe wurde durch Verwandte von Muhammad Ahmad (Aschraf) angeführt mit Muhammad Scharif bin Hamid an der Spitze. Die Aschraf gewannen Muhammad Khalid, den Statthalter in Darfur, für sich. Dieser zog mit seiner Armee gegen Omdurman. Abdallahi ibn Muhammad, der Anführer einer anderen Gruppe, schickte ihm eine eigene Streitmacht entgegen und konnte Muhammad Khalid gefangen nehmen. Abdallahi ließ Khartum, Hochburg der Aschraf, aufgeben und setzte eigene Gefolgsleute als Gouverneure der Provinzen ein. 1889 wäre es fast zum Aufstand der Aschraf gekommen. Er konnte aber unter Vermittlung von Ali bin Muhammad Hilu, den Anführer der dritten Gruppe, der stets den Ausgleich zwischen den Kalifen gesucht hatte, verhindert werden. Die Phase der Machtkämpfe endete im März 1892 mit der Gefangennahme von Muhammad Sharif durch Gefolgsleute Abdallahi ibn Muhammads, der daraufhin als alleiniger Kalif die Macht innehatte.